# Il mio caro John
Il mio caro John è un film del 1964 diretto da Lars-Magnus Lindgren.

## Riconoscimenti
- Premio Oscar
  - Candidatura all'Oscar al miglior film straniero